# Путилово (Владимирская область)
Путилово — деревня в Александровском муниципальном районе Владимирской области России, входит в состав Андреевского сельского поселения.

## География
Деревня расположена на берегу речки Бачевка в 8 км на северо-восток от центра поселения села Андреевского и в 25 км на северо-восток от райцентра города Александрова.

## История
В конце XIX — начале XX века деревня входила в состав Андреевско-Годуновской волости Александровского уезда, с 1926 году — в составе Андреевской волости. В 1859 году в деревне числилось 16 дворов, в 1905 году — 25 дворов, в 1926 году — 25 дворов.
С 1929 года деревня являлась центром Путиловского сельсовета Александровского района, с 1940 года — в составе Пореченского сельсовета, с 1948 года — в составе пригородной зоны города Александрова, с 1959 года — в составе Андреевского сельсовета, с 1965 года — в составе Александровского района, с 2005 года — в составе Андреевского сельского поселения. 

## Население
| 1859 | 1905 | 1926 | 2002 | 2010 | 2021 |
| ---- | ---- | ---- | ---- | ---- | ---- |
| 110  | ↗138 | ↘121 | ↘0   | →0   | →0   |